# (384184) 2009 BN83
(384184) 2009 BN83 es un asteroide perteneciente al cinturón de asteroides, descubierto el 20 de enero de 2009 por el equipo del Catalina Sky Survey desde el Catalina Sky Survey, Arizona, Estados Unidos.

## Designación y nombre
Designado provisionalmente como 2009 BN83.

## Características orbitales
2009 BN83 está situado a una distancia media del Sol de 3,117 ua, pudiendo alejarse hasta 3,693 ua y acercarse hasta 2,540 ua. Su excentricidad es 0,184 y la inclinación orbital 17,17 grados. Emplea 2010 días en completar una órbita alrededor del Sol.

## Características físicas
La magnitud absoluta de 2009 BN83 es 16.